# Uranius Dorsum
Uranius Dorsum és una formació geològica de tipus dorsum a la superfície de Mart, localitzada amb el sistema de coordenades planetocèntriques a 27.89 ° latitud N i 286.91 ° longitud E, que fa 542.08 km de diàmetre. El nom va ser aprovat per la UAI l'any 1985 i fa referència a una característica d'albedo.